# التون آپارسیدو دی سوزا
التون آپارسیدو دی سوزا (به پرتغالی: Elton Aparecido de Souza) مهاجم اهل برزیل است که در شهر کمپیناس و در تاریخ ۹ مهٔ ۱۹۸۵ به دنیا آمده‌است.
التون آپارسیدو دی سوزا در تیم‌های فوتبال Atlético Sorocaba سابقهٔ حضور دارد.